# Ruth af Rosenborg
Ruth grevinde af Rosenborg, født Ruth Nielsen (8. oktober 1924 – 25. juli 2010) som datter af Kai Nielsen og Edith Fischer var en dansk grevinde. Hun blev i 1949 gift med Flemming af Rosenborg. De var gift indtil hans død i 2002. Parret fik 4 børn sammen.
Ruth og Flemming lægger begravet nær Bernstorff Slot.